# Andy Bovensiepen
Andreas „Andy“ Bovensiepen (* 24. August 1962) ist ein ehemaliger deutscher Automobilsportrennfahrer und Unternehmer.

## Karriere
Bovensiepen begann seine Karriere 1986 in der Formel Ford und fuhr in der europäischen sowie der deutschen Formel-Ford-2000-Meisterschaft. In letzterer belegte er den dritten Platz. Außerdem startete er 1986 auch in der Deutschen Formel-3-Meisterschaft und belegte Platz 23 in der Gesamtwertung.
1987 fuhr Bovensiepen in der Tourenwagen-Weltmeisterschaft, der Tourenwagen-Europameisterschaft sowie in der Deutschen Tourenwagen-Meisterschaft in einem vom Team Alpina eingesetzten BMW und belegte Platz 17 in der Gesamtwertung der DTM. 1988 startete er wieder sowohl in der Tourenwagen-EM als auch in der deutschen Formel 3, in der er Gesamtrang 24 belegte. Außerdem fuhr er im Porsche 944 Turbo Cup und belegte Platz sechs am Saisonende. 1989 blieb er dieser Serie treu und verbesserte sich auf Gesamtrang drei.
Außerdem trat Bovensiepen bei den 24 Stunden von Spa-Francorchamps 1989 an und belegte den siebten Platz in der Lotto Trophy. 1990 trat er im neu gegründeten Porsche Carrera Cup Deutschland an und belegte am Saisonende Platz neun. 1991 blieb er in dieser Serie und verbesserte sich auf Platz acht im Gesamtklassement. 1995 (Platz 60) und 1996 fuhr Bovensiepen in der BPR Global GT Series. 1999 fuhr er in der belgischen Procar-Serie und belegte Platz 39 am Saisonende. 2002 nahm er an den 24 Stunden auf dem Nürburgring teil und gewann die Klasse A6. 
Bovensiepen ist einer der Geschäftsführer von Alpina Burkard Bovensiepen, das von seinem Vater gegründet wurde. Er ist verantwortlich für die Bereiche Vertrieb, Entwicklung und Rennsport.

## Statistik

### Karrierestationen
- 1986: Formel Ford 2000 Europa
- 1986: Formel Ford 2000 Deutschland (Platz 3)
- 1986: Deutsche Formel-3-Meisterschaft (Platz 23)
- 1987: Tourenwagen-Europameisterschaft
- 1987: Tourenwagen-Weltmeisterschaft
- 1987: Deutsche Tourenwagen-Meisterschaft (Platz 17)
- 1988: Tourenwagen-Europameisterschaft
- 1988: Porsche 944 Turbo Cup (Platz 6)
- 1988: Deutsche Formel-3-Meisterschaft (Platz 24)
- 1989: 24-Stunden-Rennen von Spa-Francorchamps – Lotto Trophy (Platz 7)
- 1989: Porsche 944 Turbo Cup (Platz 3)
- 1990: Porsche Carrera Cup Deutschland (Platz 9)
- 1991: Porsche Carrera Cup Deutschland (Platz 8)
- 1995: Global GT Championship (Platz 60)
- 1996: Global GT Championship
- 1999: Belgische Procar-Serie (Platz 39)
- 2002: 24-Stunden-Rennen auf dem Nürburgring – A6 (Platz 1)